# 文昌市実験中学校
文昌市実験中学校（ぶんしょう-しじっけんちゅうがっこう、文昌市実験中学, 略称文昌実高 <英語:,略称:WES>, 本名は文昌市実験高級中学）は、文昌市の羅峰中学校高等部、瓊文中学校高等部、連東中学校高等部が共同で設立した、文昌市直属の普通高校である。
高校は2008年の「集文城班」を推進中、5年を経て投入建設や海外の华侨、香港・マカオ同胞の邢何诒喜、邢李㷧さんの愛の寄付で発足した。 

## 沿革
1884年（清光緒嘉城年）羅峰中学校を設立。
1927年、瓊文中学を設立。
1947年に梁東中学校が設立。 
2008年は「高校集中文化市役所」の戦略で準備が整う。 
2010年、初代大統領は「美術の特徴を備えた学校を運営する」ことを提案。 
2013年、羅峰中学校、瓊文中学校、聯東中学校高等部は共同で文昌市実験高級中学を設立。。 
2021年に文昌実験高校は文昌実験高校に改名。 

## 概要
文昌市実験中学は中国海南省文昌市文城鎮云逸路に位置し、敷地面積88585平方メートル、約133ムーあり、思賢行政楼、思源、思恩教棟、邢詒喜科学館、毓秀広場、運働場1棟、美術楼、音楽楼、寮楼7棟、食堂1棟がある。  2021年には、新しい中学校の教育棟と寮が建設されます。

## 文化的特徴
文昌実験中学校は、「明日を学ぶ」という学校運営の信条を守り、「高い志、健全な個性、確固たる基盤、明らかな特徴」を学校運営の目標とし、「道徳、真実、美をもって学ぶ」ことを掲げています。 「学校のモットーとして、「道徳と学習を尊重し、真実を教え、追求する」という教育スタイルを提唱し、「意欲的で勤勉な学習、見識と実践」、そして「学校をうまく運営する」という目標を提唱します。 、社会に利益をもたらす;学生によく教える、幸せな家族」。 

## 参照
1. 1 2 3 4 5 6  “文昌市实验高级中学简介_海南省2017年面向全国公开招聘中小学优秀校长和学科骨干教师_海南省教育厅”. edu.hainan.gov.cn. 2022年6月26日閲覧。
2. ↑  “海南日报数字报-“偏门”走出大精彩”. hnrb.hinews.cn. 2022年6月27日時点のオリジナルよりアーカイブ。2022年6月26日閲覧。
3. ↑  “文昌市人民政府关于靖强等同志职务名称变更的通知_人事任免_文昌市人民政府网”. wenchang.hainan.gov.cn. 2022年6月26日閲覧。